# Oberwarter gemeinnützige Bau-, Wohn- und Siedlungsgenossenschaft
Die Oberwarter gemeinnützige Bau-, Wohn- und Siedlungsgenossenschaft reg. GenmbH, kurz OSG ist eine gemeinnützige Wohnungsgenossenschaft mit Sitz in Oberwart im Burgenland.

## Tätigkeit
Die heute im gesamten Burgenland tätige Genossenschaft verfügt über Niederlassungen in Oberwart, Eisenstadt und Neusiedl am See und über Objekte zahlreichen burgenländischen Gemeinden. Im Jahr 2016 leben 11 Prozent der Burgenländer in Wohnungen oder Reihenhäusern der OSG, das waren mehr als 30.000 Personen. Mit einer Bilanzsumme von über 1,5 Milliarden Euro ist die OSG die größte gemeinnützige Bauvereinigung Österreichs. Im Jahr 2021 investierte die OSG 160 Mio. € im Neubau und verwaltete 16.500 Wohnungen, Reihenhäuser und Lokale in 158 Gemeinden im Burgenland.

## Geschichte
Der Zusammenschluss von 17 Oberwarter Siedlern, die sich in den frühen 1950er Jahren gegenseitig beim Bau ihrer Einfamilienhäuser unterstützten, kann als Beginn des Unternehmens gesehen werden. Formal entstand die Genossenschaft am 10. Juni 1951 und errichtete zunächst nur Einfamilienhäuser. Ab den 1960er Jahren wurden daneben auch Wohnhäuser gebaut und seit den 1980er Jahren auch mehrgeschoßige Reihenhäuser ausgeführt. 1989 entstand das letzte Einfamilienhaus. 2021 feiert das Unternehmen seinen 70-jährigen Bestand.

## Schwerpunkte
Neben dem Fokus auf bezahlbares Wohnen in seinen unterschiedlichen Formen wie junges Wohnen oder betreubares Wohnen setzt die OSG in letzter Zeit verstärkt auf nachhaltiges Wohnen, wofür beispielsweise die Objekte mit Photovoltaikanlagen und Wärmepumpen ausgerüstet werden. Die Wohnungen können gemietet werden, bei Reihenhäusern ist oft auch eine Kaufoption möglich.

## Trivia
Das Unternehmen ist nicht zu verwechseln mit der Osttiroler gemeinnützigen Wohnungs- und Siedlungsgenossenschaft, kurz OSG.